# Галушак
Галушак (словен. Galušak) — поселення в общині Светий Юрій-об-Щавниці, Помурський регіон, Словенія. Висота над рівнем моря: 307,6 м.